# Cololejeunea obliqua
Cololejeunea obliqua là một loài Rêu trong họ Lejeuneaceae. Loài này được (Nees & Mont.) Schiffner mô tả khoa học đầu tiên.